# جائزة بوليتزر عن فئة الشعر
جائزة بوليتزر عن فئة الشعر (بالإنجليزية: Pulitzer Prize for Poetry)‏ هي واحدة من سبعة جوائز بوليتزر تقدمها سنويًا جامعة كولومبيا بنيويورك في الولايات المتحدة الأمريكية في مجالات الآداب والدراما والموسيقى. بدأ العمل بها رسميًا منذ عام 1918، وتُمنح للأعمال الشعرية المميزة التي نشرت خلال العام من قبل الكتاب الأمريكيين. وبدءًا من عام 1980، بدأ الإعلان عن عملين آخرين دخلا التصفيات الأخيرة للجائزة، ليتم بذلك الإعلان عن الفائز إلى جانب أصحاب المركزين الآخرين.
تحظى هذه الجوائز، التي مولت في الأساس بمنحة من رائد الصحافة الأمريكي جوزيف بوليتزر بتقدير كبير. وتمنح جامعة كولومبيا الجوائز بتوصية من هيئة جوائز بوليتزر، المكونة من محكمين تعينهم الجامعة نفسها ويصل عدد الجوائز الممنوحة سنويًا إلى واحد وعشرين جائزة.

## وصلات خارجية
- الموقع الرسمي.
- الفائزين السابقين والمرشحين حسب الفئة.